# Walter Brunhöver
Walter Brunhöver (* 30. April 1911 in Hamburg; † 2. Mai 1995) war ein deutscher Politiker und Mitglied der Hamburgischen Bürgerschaft für die SPD.

## Leben und Wirken
Nach dem Besuch der Volksschule absolvierte Brunhöver von 1927 bis 1931 eine Lehre zum Buchdrucker. Während dieser Zeit schloss er sich 1929 der SPD an, nachdem er zuvor bereits den Kinderfreunden, der Sozialistischen Arbeiter-Jugend und den Jungsozialisten angehört hatte. Im Anschluss an die Lehre bildete er sich in Kursen an der Volkshochschule fort. Nach 1933 war er mehrere Jahre arbeitslos. Von 1940 bis 1945 leistete er Kriegsdienst.
Brunhöver trat nach dem Zweiten Weltkrieg erneut der SPD bei. Von 1946 bis 1956 war er Elternratsvorsitzender an der Schule seiner Kinder und arbeitete in der Elternkammer mit. Beruflich ging er in den Staatsdienst und arbeitete nach dem Bestehen der Verwaltungsprüfung beim Landesarbeitsamt Hamburg. Ab 1954 war er als kaufmännischer Angestellter bei der Konsumgenossenschaft „Produktion“ tätig, für die er zeitweise auch als Werbeassistent arbeitete. Er war Distriktsvorsitzender der SPD Langenhorn-Nord und Mitglied des geschäftsführenden Kreisvorstandes der SPD im Bezirk Hamburg-Nord. Ab 1957 war er Mitglied des Ortsausschusses Fuhlsbüttel. Von 1961 bis 1966 gehörte er der Bezirksversammlung im Bezirk Hamburg-Nord an. Dort sprach er sich unter anderem für eine schärfere Geschwindigkeitsüberwachung der Langenhorner Chaussee, sowie einen Ausbau der Kreuzung Langenhorner Chaussee / Krohnstieg und die Anlage von Fußwegen dort aus. Anschließend war er bis 1974 Mitglied der Hamburgischen Bürgerschaft. Dort gehörte er zeitweise dem Ausschuss für Schule und Universität, dem Innenausschuss, dem Ausschuss für Ernährung und Landwirtschaft, dem Bauausschuss und dem Parlamentarischen Untersuchungsausschuss zur Überprüfung der Ablagerung von Haus- und Industriemüll an. Er setzte sich unter anderem 1972 für eine zügige Novelle des Hamburger Denkmalschutzgesetzes ein, das den Milieuschutz verbessern sollte. Das neue Gesetz wurde dann im Dezember 1973 verabschiedet. Von 1974 bis zu seiner Mandatsniederlegung 1977 war er erneut Bezirksabgeordneter in Hamburg-Nord.